# Kostel Nanebevzetí Panny Marie (Bernartice)
Kostel Nanebevzetí Panny Marie je barokní sakrální stavba stojící v centru obce Bernartice, nejvýznamnější církevní památka v obci a v blízkém okolí. Jedná se o venkovský barokní kostel vystavěný v letech 1677–1678.

## Historie
Prvním kostelem v těchto místech byl dřevěný kostelík postavený ve 13. století; první písemná zmínka o něm pochází z roku 1297. V průběhu doby se měnili držitelé patronátního práva. V 16. a začátkem 17. století byl využíván protestanty. Roku 1633 koupili bernartické panství jezuité, kteří později strhli starý a nedostačující dřevěný kostelík a na jeho místě nechali v letech 1677 až 1678 postavit nový barokní jednolodní kostel s pravoúhle zakončeným presbytářem a s kaplí svatého Jana Nepomuckého na severní straně.
Postupem času byl několikrát přestavován. Roku 1733 byl rozšířen a upraven ve vrcholně barokní podobě, další přestavba proběhla v letech 1794–1795. Při poslední přestavbě ve druhé polovině 19. století byla radikálně změněna podoba věže.
Ústřední barokní sloupový oltář je dílem sochaře Jiřího Františka Pacáka. V kostele stojí za povšimnutí rokoková kazatelna. Zachovala se i původní kamenná křtitelnice s ornamentálními reliéfy ze 17. století. V kostele jsou varhany postavené firmou Rieger roku 1902. 
Předmětem památkové ochrany je kromě kostela také celý areál s přístupovým schodištěm a ohradní zdí s dvěma branami. Před kostelem stojí socha Pieta z roku 1736 od mistra Jiřího F. Pacáka a socha sv. Floriána, patrona hasičů, od neznámého autora, dále jeden smírčí kříž. Druhý smírčí kříž je u ohradní zdi. 
Po druhé světové válce po vysídlení části německého obyvatelstva využití kostela pokleslo. Dnes kostel chátrá a hodnotnější zařízení bylo převezeno do depozitářů. Kostel je užíván jen příležitostně.